# Antoni Lamich i Governa
Antoni Lamich i Governa (Santa Coloma de Queralt, 26 de juliol de 1862 - 21 d'octubre de 1912) va ser un farmacèutic que presentà esmenes al Projecte de bases per a la constitució regional catalana (1891) i fou designat delegat a l'Assemblea de Manresa (1892). Prèviament, va estudiar Batxiller a Lleida i va llicenciar-se en Farmàcia a Barcelona, on també va cursar estudis a la Facultat de Filosofia i Lletres.
Com a corresponsal de Santa Coloma de Queralt, on va exercir com a farmacèutic, col·laborà en el Diccionari que preparava Antoni Maria Alcover.